# Boarmia definita
Boarmia definita är en fjärilsart som beskrevs av Butler 1881. Boarmia definita ingår i släktet Boarmia och familjen mätare. Inga underarter finns listade i Catalogue of Life.